# Запис Стајића орах (Забрега)
Запис Стајића орах (Забрега) се налази на парцели чији је власник Ракић Мирјана и Стајић Станоје.

## Локација
| Општина             | Параћин                                                          |
| Катастарска општина | Забрега                                                          |
| Потес               | Делнице                                                          |
| Координате          | 43° 56′ 04″ С; 21° 30′ 59″ И / 43.9345° С; 21.516300000000001° И |
| Надморска висина    | 296m                                                             |

## Карактеристике
Дендрометријске вредности утврђене на терену и сателитским снимцима:
| Стабло                     | Орах |
| Висина стабла              | m    |
| Обим дебла                 | m    |
| Пречник крошње             | 8m   |
| Пречник дебла              | m    |
| Висина дебла до прве гране | m    |

## База записа
Запис је у оквиру Викимедија пројекта "Запис - Свето дрво" заведен под редним бројем 0581.